# Lisewo (powiat wrzesiński)
Lisewo – wieś w Polsce położona w województwie wielkopolskim, w powiecie wrzesińskim, w gminie Pyzdry.
Wieś królewska Lisowo należała do starostwa pyzdrskiego, pod koniec XVI wieku do powiatu pyzdrskiego województwa kaliskiego. W latach 1975–1998 miejscowość administracyjnie należała do województwa konińskiego.
Zobacz też: Lisewo, Lisewo Duże, Lisewo Kościelne, Lisewo Malborskie, Lisewo Małe, Lisewo-Parcele